# Pal (jagir)
Pal fou un estat tributari protegit, un jagir de l'agència de Sabar Kantha al Gujarat, presidència de Bombai. Estava governat per una nissaga rathor. Tenia origen en Jai Chand que fou pare de Soning Rao, primerrathor d'Idar vers 1257. Rao Bhawani que governava vers 1406 fou un dels descendents, i fou el pare de Rao Sujoji, que vivia a la meitat del segle XV. Va derrotar a Palli Bhill i va esdevenir primer jagirdar de Pal.

## Llista de Jagirdars
- Rao RUNMALJI
- Rao MESDANJI (thakur de Khalwad)
- Rao SHESMALJI
- Rao BHAVANI SINGH vers 1406
- Rao SUJOJI (primer jagirdar)
- Thakur Shri ACHALSINHJI
- Thakur Shri UGARSINHJI
- Thakur Shri JAYSINHJI
- Thakur Shri GAJSINHJI
- Thakur Shri MAKANSINHJI
- Thakur Shri DOLATSINHJI
- Thakur Shri JORAVARSINHJI
- Thakur Shri AWALSINHJI
- Thakur Shri MOHOBATSINHJI
- Thakur Shri KHUMANSINHJI
- Thakur Shri HAMIRSINHJI GULABSINHJI 1864-1889
- Thakur Shri PRATHISINHJI HAMIRSINHJI 1889-?
- Thakur Shri JASHWANTSINHJI PRATHISINHJI ? -1934
- Rao Shri HIMMATSINHJI JASHWANTSINHJI Sahib 1934-1949 (+1978)